# Ceropegia nana
Ceropegia nana är en oleanderväxtart som beskrevs av Coll. och Hemsl.. Ceropegia nana ingår i släktet Ceropegia och familjen oleanderväxter. Inga underarter finns listade i Catalogue of Life.